# Fannia monilis
Fannia monilis är en tvåvingeart som först beskrevs av Alexander Henry Haliday 1838.  Fannia monilis ingår i släktet Fannia och familjen takdansflugor. Arten är reproducerande i Sverige. Inga underarter finns listade i Catalogue of Life.